# Pseudolirius kroyeri
Pseudolirius kroyeri is een vlokreeftensoort uit de familie van de Caprellidae. De wetenschappelijke naam van de soort is voor het eerst geldig gepubliceerd in 1897 door Haller.